# Frau Warrens Beruf
Frau Warrens Beruf (Original Mrs. Warren's Profession) ist ein Drama von George Bernard Shaw von 1893. Es wurde 1905 uraufgeführt.

## Inhalt
Die ausgebildete junge Mathematikerin Vivie Warren kommt nach längerer Zeit wieder einmal zu ihrer Mutter zu Besuch. Es erscheinen mehrere Herren, darunter Geschäftsfreunde der Mutter, die sie heiraten möchten. Im Laufe der Gespräche mit ihnen erfährt sie, dass ihre Mutter lange Jahre als Prostituierte gearbeitet hatte und jetzt mehrere Luxusbordelle in verschiedenen Ländern unterhält. Sie versteht, woher ihre Mutter das Geld hatte, ihre teure Ausbildung zu finanzieren. Sie ist entsetzt und stellt die Mutter zur Rede. Diese erzählt ihr, wie sie in ärmlichen Verhältnissen in London aufwuchs und für sich keine besseren Möglichkeiten des Aufstiegs gesehen habe. Kitty ahnt, dass einer der Herren ihr Vater sein könnte.
Sie wendet sich von der Mutter ab.
George Bernard Shaw betonte, dass es ihm in dem Drama darum gegangen sei, die Ausweglosigkeit vieler ärmerer junger Frauen im viktorianischen Zeitalter aufzuzeigen.

## Werkgeschichte
1892 hatte George Bernard Shaw die Novelle Cashel Byron's Profession über einen Boxer geschrieben, der sich aus ärmlichen Verhältnissen herausgearbeitet hatte. Nach einem vergleichbaren Rahmen verfasste er 1893 das Drama Mrs. Warren's Profession.
Es wurde vom Zensor für öffentliche Aufführungen in Großbritannien verboten.
1902 gab es eine erste private Vorstellung in London durch die Stage Society.
Die ersten öffentlichen Aufführungen gab es 1906 in den USA, bei einer Vorstellung in New York erschien die Polizei und verhaftete das gesamte Bühnenpersonal.
In Österreich gab es die erste Aufführung im Raimundtheater Wien 1906, in Deutschland in Berlin 1907. In Großbritannien wurde die Zensur für das Stück erst 1925 aufgehoben.

## Theateraufführungen

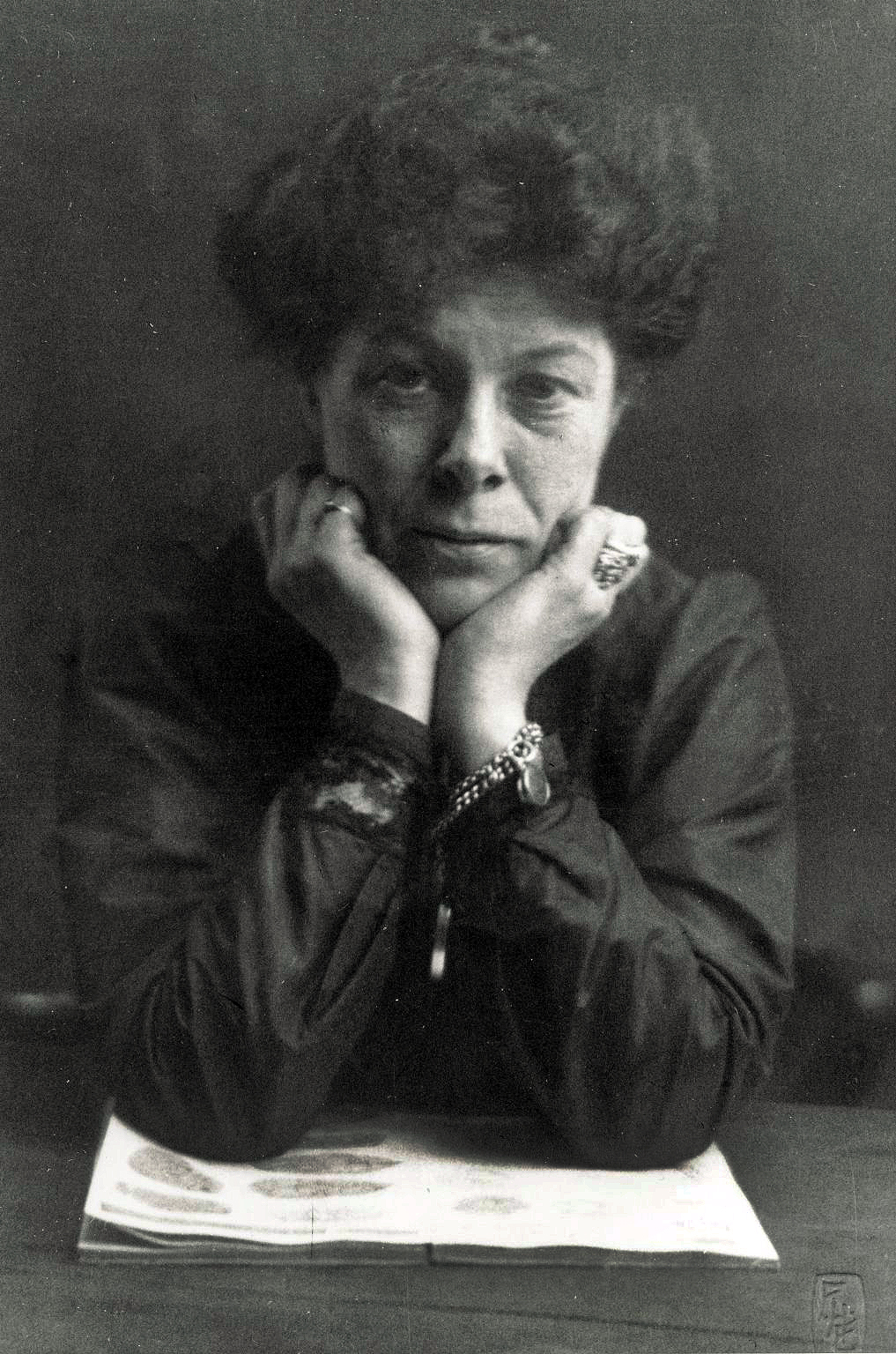
Fanny Brough als Mrs. Warren, London 1902

Mrs. Warren's Profession wurde in vielen Theatern weltweit gespielt.
- 5. und 6. Januar 1902 New Lyrik Club London, durch die Stage Society, Uraufführung in geschlossener Gesellschaft
- 27. Oktober 1905 Hyperion Theatre New Haven, Connecticut, erste öffentliche Aufführung
- 1906/07 mehrere Theater in New York
- 9. Oktober 1906 Raimundtheater Wien, deutschsprachige Erstaufführung, auf Initiative von Siegfried Trebitsch[1]
- 1906 oder 1907 Freie Volksbühne Berlin, erste Aufführung in Deutschland, nur für Mitglieder
- Frühjahr 1907 Volkstheater Wien, Regie Richard Vallentin
- 16. November 1907 Central-Theater Berlin, durch das Hebbel-Theater, Regie Richard Vallentin, erste öffentliche Aufführung in Deutschland[2]
- 1909 Düsseldorf
- 1973 Berliner Ensemble Berlin

## Bearbeitungen

### Filme
Es gab mehrere Verfilmungen.
- Frau Warrens Gewerbe, 1959, mit Lili Palmer.

### Hörspiele
- 1955: Frau Warrens Gewerbe, Theatermitschnitt – RIAS Berlin – Regie: Heinrich Koch[3]
- 1960: Frau Warrens Gewerbe – Süddeutscher Rundfunk – Bearbeitung und Regie: Walter Knaus
- 1995: Frau Warrens Beruf – Bayerischer Rundfunk – Regie: Ulrich Heising

## Textfassungen
- Frau Warrens Gewerbe, ein Drama in 4 Akten, übersetzt von Siegfried Trebitsch, S. Fischer Berlin, 1906, mehrere Neuauflagen bis 1967
- Frau Warrens Beruf, deutsch von Martin Walser, Suhrkamp 1971, mehrere Neuauflagen